# Francisco Rusca
Francisco Rusca Doménech (All, c. 1868-Barcelona, 1909) fue un médico y profesor español.

## Biografía
Nacido en All en la década de 1860, en 1905 ingresó por oposición en el profesorado de la Universidad de Barcelona, de la que fue catedrático de Patología y Clínica quirúrgica en la Facultad de Medicina. Rusca, que fue uno de los introductores en España de la anestesia raquídea, falleció el 6 de diciembre de 1909 en Barcelona.